# Two Arabian Knights
Two Arabian Knights (bra: Dois Cavaleiros Árabes) é um filme mudo de 1927, dos gêneros comédia romântica e aventura, dirigido por Lewis Milestone e estrelado por William Boyd, Louis Wolheim, Mary Astor, Boris Karloff.

## Prêmios e indicações
| Prêmio     | Categoria                | Recipiente      | Resultado |
| ---------- | ------------------------ | --------------- | --------- |
| Oscar 1929 | Melhor direção - comédia | Lewis Milestone | Venceu    |

## Sinopse
Durante a Primeira Guerra Mundial, dois soldados norte-americanos escapam de um campo alemão de prisioneiros e enfrentam muitas aventuras no Oriente Médio.

## Elenco
| Ator            | Papel                     |
| --------------- | ------------------------- |
| William Boyd    | W. Dangerfield Phelps III |
| Mary Astor      | Mirza                     |
| Louis Wolheim   | sgt. Peter O'Gaffney      |
| Ian Keith       | Shevket Ben Ali           |
| Michael Vavitch | emir                      |
| Boris Karloff   | comissário de bordo       |
| DeWitt Jennings | cônsul dos EUA            |